# Kalocsa-kráter
A Kalocsa-kráter mintegy 34,15 km átmérőjű becsapódási kráter a Mars bolygó felszínén, mely Kalocsa városáról kapta nevét.

## Elhelyezkedése és azonosítása
Becsült középpontja planetocentrikus (keletre növekvő) marsi koordinátákban kifejezve (6,92°; 353,05°), befoglaló foktrapéza pedig (7,3° É; 352,76°) (6,63° É; 353,34°). A Meridiani Planumtól északnyugatra, a Grommelin-krátertől északkeletre található, közvetlenül a Danielson-kráter déli szomszédságában.
Az elnevezését a Nemzetközi Csillagászati Unió 2008. január 18-án fogadta el. Azonosítója (feature ID): 14329.
A Danielson- és a Kalocsa-kráter összehasonlítása alapján a mélyben valaha lévő vízre lehet következtetni.